# Gare de Schieren
La gare de Schieren est une gare ferroviaire luxembourgeoise de la ligne 1, de Luxembourg à Troisvierges-frontière, située près du centre-ville de Schieren sur le territoire de la commune du même nom, dans le canton de Diekirch.
Elle est mise en service en 1880 par la Société anonyme luxembourgeoise des chemins de fer et minières Prince-Henri (PH).
C'est une halte voyageurs de la Société nationale des chemins de fer luxembourgeois (CFL), desservie par des trains Regionalbunn (RB) uniquement.

## Situation ferroviaire
Établie à 204 mètres d'altitude, la gare de Schieren est située au point kilométrique (PK) 44,950 de la ligne 1 de Luxembourg à Troisvierges-frontière, entre les gares de Colmar-Berg et Ettelbruck.
La gare n'est plus desservie par la ligne de l'Attert où elle était au point kilométrique (PK) 50,000 mais elle est traversée par la ligne 2b d'Ettelbruck à Bissen, tronçon de l'ancienne ligne, utilisée uniquement pour du trafic fret.

## Histoire
Lors de la mise en service de la ligne, le 20 juin 1862, il n'y a pas de station à Schieren. Elle est ouverte plus tard, lorsque la Société anonyme luxembourgeoise des chemins de fer et minières Prince-Henri (PH) ouvre la deuxième section de la ligne de l'Attert, de Steinfort à Ettelbruck le 20 avril 1880. Il établit une la station de Schieren proche de l'endroit où la ligne à voie unique rejoint la ligne du Nord de la Société royale grand-ducale des chemins de fer Guillaume-Luxembourg pour ensuite suivre un tracé parallèle jusqu'à l'embranchement d'Ettelbruck terminus de cette ligne.
La ligne de l'Attert ferme en 1969. Le bâtiment voyageurs édifiée par la compagnie PH, aujourd'hui disparu, existait encore en 1979.

## Service des voyageurs

### Accueil
Halte CFL, c'est un point d'arrêt non géré à entrée libre, avec des abris sur les quais. La traversée des voies et le passage d'un quai à l'autre se font par le passage à niveau routier. La halte est équipée d'un automate pour l'achat de titres de transport.

### Desserte
Schieren est desservie par des trains Regionalbunn (RB) de la ligne Luxembourg - Ettelbruck - Diekirch,.

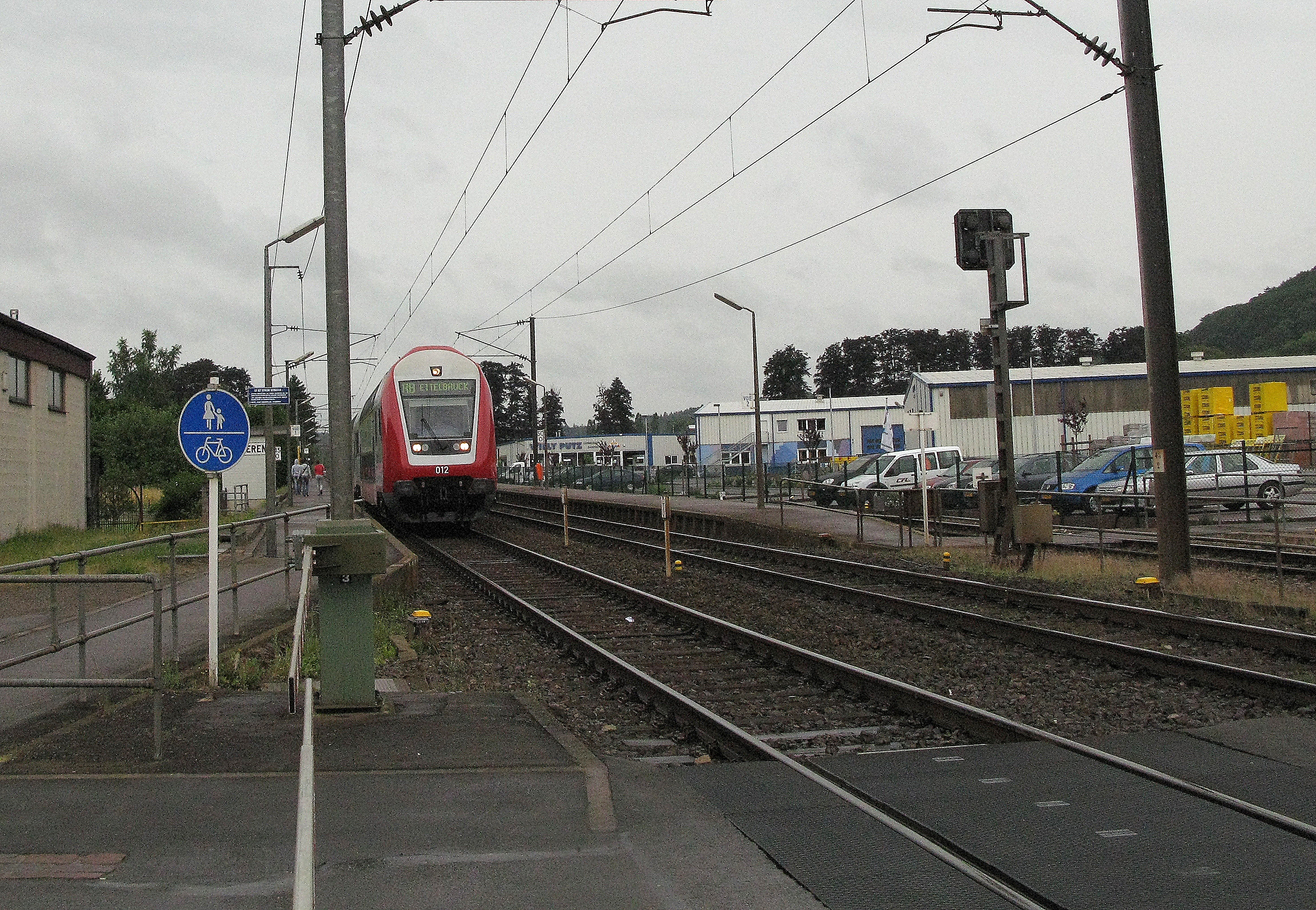
Desserte de la gare.

### Intermodalité
Un parking pour les véhicules (36 places) y est aménagé. La gare possède un parking à vélo sécurisé mBox mobile de 16 places,. La gare est desservie à distance, par la voie publique, par les lignes 117 et 118 du Régime général des transports routiers.